# Marek Kraszewski
Marek  Kraszewski (ur. 7 czerwca 1967 w Gorzowie Wielkopolskim) – zapaśnik WKS Śląsk Wrocław, wicemistrz Europy w zapasach w 1990, wielokrotny  medalista Mistrzostw Polski. 
Od 2003 walczy jako zapaśnik sumo, w 2005 zdobył złoty medal Mistrzostw Europy w sumo w  kat. 115 kg. w Wyszehradzie na Węgrzech.